# Glorieuse Rentrée
La glorieuse rentrée est une expédition menée au XVIIe siècle avec officiers, pasteurs, et médecins par les protestants vaudois piémontais réfugiés à Genève après la révocation de l'édit de Nantes en 1685. Cet événement historique a suivi les dragonnades du début des années 1680 contre les huguenots, dont une première version italienne avait eu lieu en 1655, lors de l'épisode désigné comme les Pâques Vaudoises et raconté dans un livre par le pasteur Henri Arnaud, pour attirer l'attention des protestants d'Angleterre, d'Allemagne et de Hollande.
Cette glorieuse rentrée des Vaudois est une allusion directe à la Glorieuse Révolution anglaise qui vient d'être entreprise en 1688 par une armée franco-néerlando-hollandaise, où les huguenots réfugiés en Hollande représentent un cinquième des effectifs.

## Genève n'arrive plus à accueillir les réfugiés des Alpes
La population de Genève ayant alors triplé sous l'afflux de réfugiés, les vaudois italiens ne peuvent plus être accueillis. Par ailleurs, le Duc de Savoie négocie un renversement d'alliance pour rejoindre la Ligue d'Ausbourg, alors qu'il était jusque-là allié à Louis XIV.
Forte de neuf cents hommes, l'expédition d'août 1689 est dirigée par le pasteur Henri Arnaud et le leader vaudois Josué Janavel, qui s'était fait connaître pour son courage lors de la résistance des Pâques Vaudoises de 1655.

## La traversée nocturne du Léman puis 200 kilomètres par les crêtes
La discrétion est l'une des contraintes de cette Glorieuse rentrée. Les vaudois commencent par se réunir à Prangins, près Nyon, pour effectuer la traversée nocturne du Lac Léman sur des barques, le 16 août, puis parcourir 200 km plein sud, par les routes secondaires, souvent encore enneigées.
L'expédition passe principalement par les crêtes depuis le Haut-Faucigny, le col du Bonhomme, le Lac de la Girotte, la Haute-Tarentaise, le col de l’Iseran, le col du Mont Cenis et le col Clapier, jusqu’à Pragelas et Torre Pellice et les autres villages des vallées dont étaient originaires les vaudois italiens réfugiés à Genève.

## Des affrontements avec les dragons français

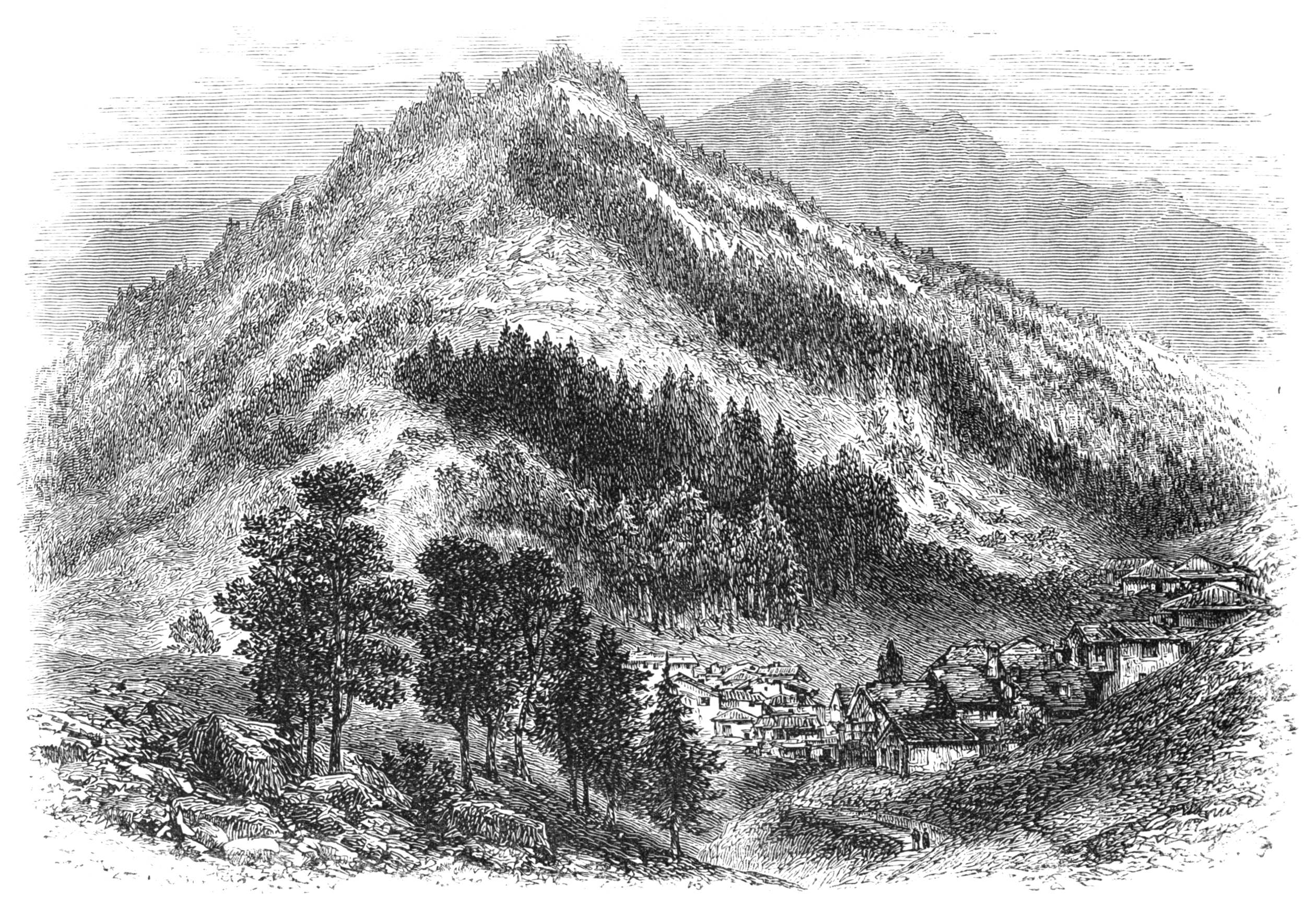

Dès le 12 septembre, comme l'écrivait le résident de France, le bruit courut que les Vaudois étaient parvenus aux Vallées. Ceux qui étaient restés sur les bords du Léman (femmes, enfants et vieillards) en furent enthousiasmés. 
Un affrontement avec les Français eut lieu à Salbertrand. Paysans armés de l’épée et de la Bible, les réfugiés vaudois italiens sont un peu exaltés par leur cause. Le printemps suivant, le 2 mai 1690 à Balziglia, 300 vaudois chargent les 4 000 dragons français au chant du psaume 68 (« Que Dieu se lève et ses ennemis se dispersent »).

## Les renversements d'alliance de Victor-Amédée II de Savoie
Le duc de Savoie Victor-Amédée II, nouvel allié de l’Angleterre est entraîné dans la guerre. Non seulement les vaudois ne seront pas poursuivis pour leurs exactions, mais ils sont autorisés à rentrer en Piémont avec leurs pasteurs. Les Anglais organisent un synode à Avigliana pour les réformés et installent une communauté protestante à Turin.
Le duc de Savoie publie un édit de tolérance temporaire, garantissant aux vaudois la liberté religieuse. Le traité de Turin (29 août 1696) avec la France restitue le Val Chisone au duc. Selon une clause secrète Victor-Amédée s’engageait à en chasser les protestants : 3 000 d’entre eux s’exilèrent à nouveau, avec sept de leurs 13 pasteurs, dont Henri Arnaud. Ils s’installèrent en Wurtemberg, dans le sud de l'Allemagne, fondant des villages au nom de Pérouse ou Pinache.
Le manuscrit original de Pierre Reynaudin, son journal de l'expédition des Vaudois, n'existe plus, mais la Société d'études vaudoises en possède une copie dans ses archives, sur cahier de papier usé et jauni dont la calligraphie haute, claire, régulière, a permis à Muston de le considérer comme écrit à Genève dans cette même année 1690.